# Rivière Rum
La rivière Rum est un cours d'eau du Minnesota (États-Unis). Son parcourt, lent et sinueux, de 243 km relie le lac Mille Lacs au Mississippi et traverse les communautés d' Onamia, Milaca, Princeton, Cambridge, Isanti et St. Francis avant d'atteindre sa confluence dans la ville d' Anoka, à environ 32 km au nord-ouest de Minneapolis. C'est l'une des six rivières protégées au Minnesota.